# I. Sesonk
I. Sesonk, más írásmóddal Sosenk, görögösen Szeszonkhisz, uralkodói nevén Hedzsheperré Szetepenré egyiptomi fáraó, a XXII. dinasztia első uralkodója volt i. e. 943–922 között. Származását tekintve líbiai volt, a meswes törzsből (az egyiptomiak ma-nak nevezték a törzset). Sesonk nevét Jean-François Champollion azonosította az Ószövetségben, a Királyok valamint a Krónikák Könyvében megjelenő Sisák vagy Sesák formával.

## Családja
Sesonk Nimlot, a líbiai meswes törzs főnökének és Tentsepeh nevű feleségének volt a gyermeke. Uralkodása előtt parancsnok volt az egyiptomi hadseregben, valamint II. Paszebahaenniut tanácsadója is volt. Elődei még az újbirodalom idején telepedtek le Egyiptomban. Egyik nagybátyja, Oszokhór (vagy Idősebb Oszorkon) i. e. 992–986 között fáraó is volt.
Két felesége ismert: Karomama és Pataresnesz. Előbbitől született I. Oszorkon, aki követte a trónon, utóbbitól I. Nemaret (Nimlot), őt Hérakleopolisz katonai főparancsnokává tette meg. Nem tudni, melyik feleségétől született Juput, akit Ámon-főpapnak nevezett ki Thébában, és leánya, Tasepenbaszt, aki Dzseddzsehutiiufanhhoz, Ámon harmadik prófétájához ment feleségül. Memphiszben sógorát, Sedszunofertumot nevezte ki főpappá.

## Uralkodása
Sesonk II. Paszebahaenniut halála után, 943-ban került trónra. Uralkodói székhelye és az ország fővárosa Théba helyett fokozatosan Pubaszté (Bubasztisz) lett. A központi hatalom megszilárdításában főképpen saját családjára támaszkodott.
A fáraó intenzív külpolitikát folytatott. Haditetteit a karnaki Ámon-templom domborművein örökíttette meg. Elsősorban Júdea ellen vezetett hadjáratokat. Rövid időre Núbiára is kiterjesztette Egyiptom befolyását, bár nem szállta meg teljes egészében az országot. Jó kapcsolatokat tartott fenn a bübloszi uralkodóval.
A Sesonk–Sisák névazonosság feltevéséből következően i. e. 925 táján egy határincidens ürügyén betört Palesztinába közel 1200 harci szekérrel felszerelt, javarészt núbiai és líbiai harcosokból álló sereggel. A hadjárat során megrohanta és kifosztotta Jeruzsálemet. A Salamon templomából elrabolt értékek, többek között Salamon aranypajzsa mind Egyiptomba kerültek. A frigyládát azonban Salamon fiának, Roboámnak sikerült megmentenie. Erről a hadjáratról azonban csak a biblikus források beszélnek, miközben a karnaki templomban leírt útvonal alapján valójában Sesonk Jeruzsálemnek a közelében sem járt, egyenes úton haladt a tengerparton észak felé.
A fáraó serege Megiddónál állt meg végérvényesen. Itt állíttatta fel győzelmi sztéléjét, majd Askelónon és Gázán keresztül visszatért Egyiptomba. I. Sesonk egyébiránt a zsidó királyságot tartotta fő ellenségének, amint azt a karnaki templom falán hátrahagyott feliratában megjegyezte. Sesonk 21 évi uralkodás után hunyt el. Sírja a mai napig nem került elő. Feltehetően Taniszban, vagy székvárosában, Bubasztiszban temették el.

## Azonosításának problémája
Amióta Jean-François Champollion először elolvasta a hieroglifákat, elterjedt hit, hogy a palesztinai hadjárat kapcsán a Biblia is megemlíti, Sesák néven:
Roboám királyságának ötödik esztendejében aztán felvonult Sesák, Egyiptom királya Jeruzsálembe és elvitte az Úr házának kincseit, a királyi kincseket és elrabolt mindent, azokat az aranypajzsokat is, amelyeket Salamon készíttetett.
Ennek a feltételezésnek azonban a felszínes névhasonlóságon kívül semmilyen alapja nincs. Sesonk a feliratain – amelyekben hadjáratának állomásait sorolja fel – nem említi Jeruzsálemet, az útvonalból nem következik, hogy érintenie kellett volna, és a Sesák/Sisák névalak sem felel meg annak, amilyennek a Sesonk névnek a héber nyelvben lenni kéne. Mégis ez a feltevés képzi az alapját a korai izraelita királyság kronológiájának. David Rohl elmélete szerint a biblikus jeruzsálemi ostromot II. Ramszesz vívta. Ha ez igaz, vagy az egyiptomi történelem rövidebb, vagy a zsidó történelem hosszabb voltára utalna.
Ez az elmélet ugyan merész, de magyarázatot ad arra a kérdésre, hogy Sesonk miért nem említi sehol Jeruzsálemet. Elterjedése azonban mégsem valószínű, mert teljesen felborítaná a biblikus kronológiát.

## Külső hivatkozások
- Sesonk hadjárata Palesztinába Archiválva 2010. szeptember 18-i dátummal a Wayback Machine-ben (angolul)